# Erax melanothrix
Erax melanothrix là một loài ruồi trong họ Asilidae. Erax melanothrix được Tsacas miêu tả năm 1960. Loài này phân bố ở vùng Cổ Bắc giới.